# 구스타프 나흐티갈

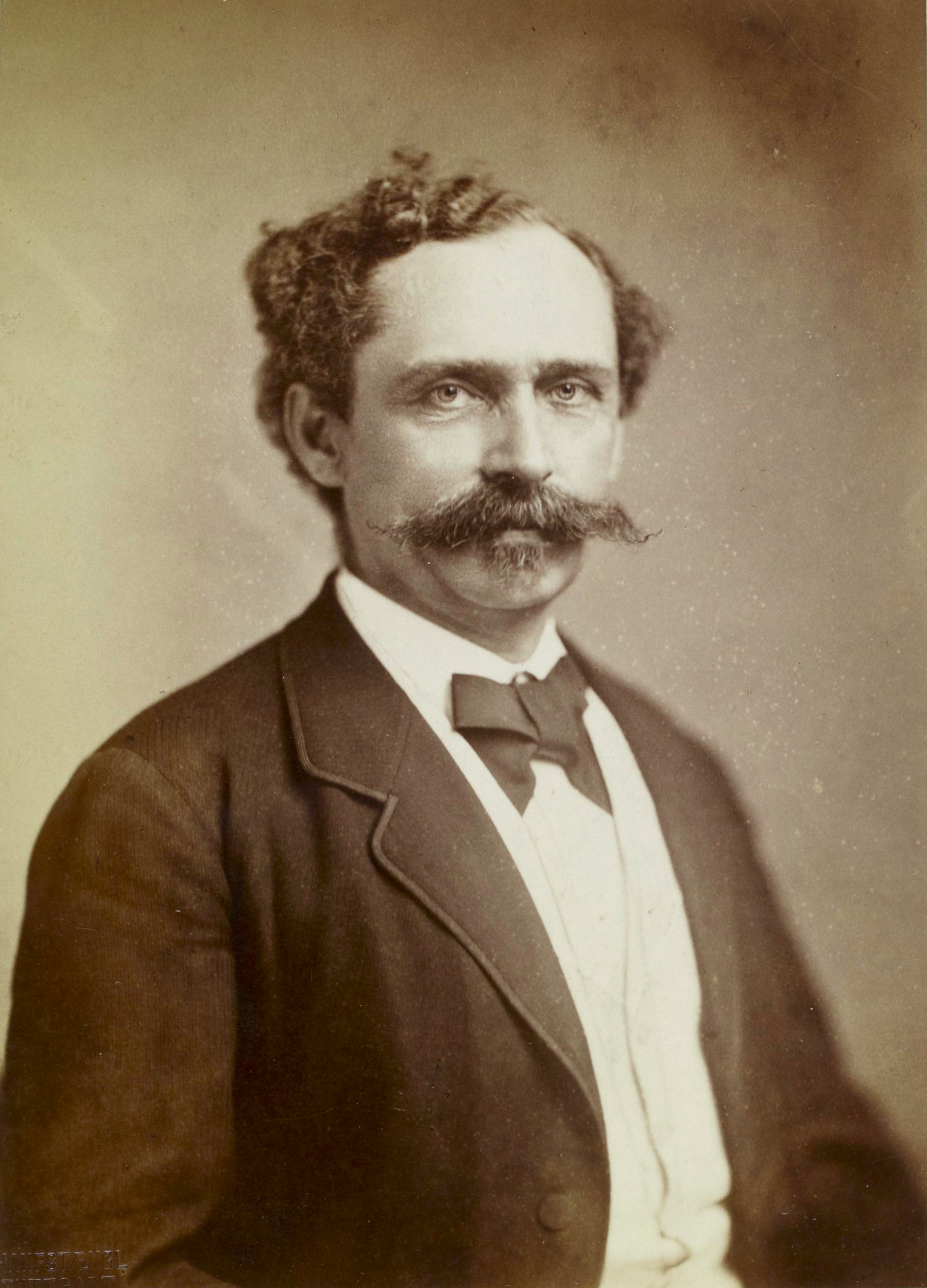

구스타프 나흐티갈(Gustav Nachtigal, 1834년 2월 23일 ~ 1885년 4월 20일)은 독일의 군의관이자 중앙아프리카와 서아프리카 탐험가였다. 독일 제국을 대표하여 튀니지 영사와 서아프리카 판무관을 지낸 것으로도 알려져 있다. 그의 판무관으로서의 임무는 토골란드와 카메룬이 독일 식민제국의 초창기 식민지가 됨으로서 결실을 맺었다. 베를린 지리학회에서 수여하는 구스타프 나흐티갈 상(Gustav-Nachtigal-Medal)은 그의 이름을 딴 것이다.

## 생애
구스타프 나흐티갈은 프로이센 작센안할트 주의 아이히슈테트(Eichstedt)에서 루터교 목사의 아들로 태어났다. 그의 아버지는 1839년 폐결핵으로 사망했다. 할레, 뷔르츠부르크, 그라이프스발트 대학들에서 의학을 공부한 후 그는 수년 간 군의관으로 활동했으며 쾰른에서 일했다. 나흐티갈은 폐질환에 걸렸다가 1862년 10월 알제리의 안나바로 이주했다. 1863년 튀니스로 여행하여 아랍어를 공부했고 1869년과 1875년 사이에 중앙 아프리카로의 여러 원정에 외과의로 참여했다.
그는 독일로 돌아와 탐험가 프리드리히 게르하르트 롤프스를 만났고, 그에게서 보르누 제국으로 갈 것을 제안받았다. 이후 그는 프로이센의 국왕 빌헬름 1세로부터 하인리히 바르트와 같은 독일인 여행자들에게 보여준 친절에 대한 감사의 표시로 보르누의 족장 우마르에게 선물을 전달하라는 명을 받게 되었다. 나흐티갈은 1869년 오스만 트리폴리에서 출발하여 2년 간의 여정 끝에 임무를 완수할 수 있었다. 이 기간 동안 그는 이전까지 유럽인들에게 알려진 적이 없던 사하라 중부의 지역인 티베스티(Tibesti)와 보르쿠(Borku)를 찾아 투부족이 거주하는 지역에 도달했다. 그는 낙타 8마리와 남자 6명과 함께 여행했다.
보르누에서 그는 남동쪽에 있는 독립 국가인 바기르미(Baguirmi)로 여행했다. 그곳에서 다시 그는 와다이(바기르미 북동쪽에 있는 강력한 이슬람 왕국)와 코르도판(수단 중부의 옛 지방)으로 갔다. 나흐티갈은 실종된 것으로 여겨졌다가 1874년 겨울 사헬을 통과하는 여행을 마치고 하르툼(당시 터키-이집트령 수단의 중심지)에서 마침내 모습을 드러냈다. 『사하라와 수단』 에 묘사된 그의 여행은 그에게 발견자로서의 명성을 안겨주었다. 1882년에 그는 왕립지리학회(Royal Geographical Society)의 창립자 훈장(Founder's Medal)을 받았다.
튀니지에 프랑스 보호령이 수립된 후 나흐티갈은 독일 제국의 총영사로 파견되어 1884년까지 그곳에 머물렀다. 그 후 그는 오토 폰 비스마르크 재상에 의해 서아프리카의 특별 판무관으로 임명되었다. 해당 지역에서 막대한 재산을 얻은 현지 독일 사업체들은 독일 제국의 보호령 수립을 지지하기 시작했다. 나흐티갈의 임무는 이 지역에서 영국보다 앞서서 독일의 권리를 주장하는 것이었고, 곧 토고란드(Togoland)와 카메룬(Kamerun)이 독일의 첫 식민지가 되었다. 그는 귀국을 위해 1885년 4월 20일 팔마스 곶(Cape Palmas)에서 포함(砲艦) 뫼베(Möwe)를 타고 오다가 바다에서 사망했고 그랑바상에 매장되었다. 1888년 나흐티갈의 유해는 두알라의 카메룬 식민 정부 건물 앞 격식 묘지로 이장되었다.

## 유산
나흐티갈은 하인리히 바르트(Heinrich Barth)와 함께 독일의 중요한 아프리카 탐험가로 여겨져 왔다. 바르트와 마찬가지로 나흐티갈은 민족지학에 주로 관심이 있었으며 추가적으로 열대 의학에도 관심을 가졌다. 그의 작품에서는 풍부한 세부 묘사와 아프리카인에 대한 편견 없는 견해가 눈에 띈다. 대부분의 동시대 탐험가들과 달리 나흐티갈은 그의 설명과 단어 선택에 반영된 것처럼 아프리카인을 유럽인보다 열등하다고 간주하지 않았다. 그는 아프리카 현지 통치자들이 행한 노예 사냥과 그들이 다른 아프리카인들에게 가하는 잔인함을 목격했고, 이러한 잔학 행위에 대한 공포는 그를 식민지 수립 노력에 돌입하게 만들었다. 그는 아프리카 대륙에 대한 유럽의 지배를 통해 노예 사냥과 노예 소유를 막을 수 있다고 생각했기 때문이다.
2022년, 베를린의 "나흐티갈 광장"(Nachtigalplatz)은 두알라족 왕이자 저항운동 지도자인 루돌프 두알라 망가 벨(Rudolf Duala Manga Bell)을 기리는 "망가 벨 광장"(Manga-Bell-Platz)으로 개칭되었다.

## 저서
- Saharâ und Sûdân. 2 volumes, Berlin 1879-81, volume 3 published by E. Groddeck, Leipzig 1889.[8]

## 같이 보기
- 나흐티갈 미미어